# Mayoiga
The Lost Village (迷家-マヨイガ- Mayoiga)
là một loạt Anime truyền hình được sản xuất bởi Diomedéa, đạo diễn bởi Tsutomu Mizushima and  viết bởi Mari Okada, với thiết kế nhân vật từ Naomi Ide và âm nhạc do Masaru Yokoyama sáng tác. Loạt phim được phát hành vào ngày 1 tháng 4 năm 2016 và kết thúc vào ngày 18 tháng 6 năm 2016. Tựa đe phim, Mayoiga (迷い家, "Illusion House")
, bắt nguồn từ một truyền thuyết dân gian Nhật Bản.

## Cốt truyện
Một nhóm 30 người trẻ đi trên một chuyến xe buýt đến một ngôi làng tên là Nanaki, một ngôi làng bí ẩn với một tuyền thuyết đô thị là một điều không tưởng. Nhiều người đến đây để bắt đầu một cuộc sống mới, hoặc là để chạy thoát khỏi những rắc rối trong thực tại. Khi đến nơi, họ phát hiện ra một ngôi làng không có người dân, nhưng lại có những dấu hiệu của cuộc sống, giống như nó chỉ mới bị bỏ hoang gần đây. Sau đó, họ bị những con quái vật tấn công, nhưng họ không thể thoát ra khỏi ngôi làng, và câu chuyện cuộc đời của mỗi người cũng được hé lộ. Trải qua nhiều sóng gió, họ cũng đã khám phá ra bí mật của làng Nanaki. Mặc dù có thể trở về thực tại, một nhóm vẫn ở lại nghiên cứu ngôi làng, chia tay với những người còn lại - những người dũng cảm quay về, đối mặt với những rắc rối của cuộc sống

## Nhân vật
Mitsumune (光宗)
Voiced by: Kōdai Sakai
Một cậu bé cả tin, ngây thơ và lạc quan. Cậu tham gia chuyến đi vì đã quá mệt mỏi với người mẹ của mình -  người luôn coi cậu là người anh em sinh đôi của cậu - Tokimune. Tokimune đã chết trong một tai nạn khi họ còn nhỏ, và do quá đau buồn và hối hận vì cái chết đó, mẹ cậu đã luôn gọi cậu là Tokimune. Và cha cũng bắt cậu trở thành anh em trai mình để mẹ cậu có thể ổn định tinh thần đang bất ổn. Kể từ đó, cậu cảm thấy con người thật của mình dường như đã bị mất đi. Bởi vì trước đây cậu học ở trường nam sinh, cậu rất ít nói chuyện với con gái và lo ngại rằng cậu có thể yêu một ai đó quá dễ dàng và cũng dễ bị người khác thay đổi.
Masaki (真咲)
Voiced by: Yuka Aisaka
Một cô gái bí ẩn và đầy cảm xúc, Người mà Mitsumune đã hi sinh mình để bảo vệ. Khi còn nhỏ cố ấy đã tạo ra một người bạn vô hình trong tậm trí cô là "Reiji" để có thể cùng cô nói chuyện, chia sẻ những cảm xúc và dành thời gian cùng nhau. Khi cô bắt đầu phát hiện ra chỉ mình cô có thể nhìn thấy và nói chuyện, cô bắt đầu nghi ngờ bản thân. Sau đó, cô nghe nói tới một ngôi làng có thể làm cho những nỗi đau trong lòng hiện ra, cô đến làng Nanaki để chắc chắn rằng Reiji là thật và cô cũng đã thực sự gặp được anh ta. Cho đến những tập cuối, Reiji mới xuất hiện với tư cách là Nanaki để giải thích với cô rằng anh ta chỉ là do trí tưởng tượng của cô tạo ra để trở thành người bạn thân mà cô mong muốn. Không thể chấp nhận sự thật, cô chạy trốn. Reiji nhờ Mitsumune đuổi theo cô. Khi Mitsumune đuổi kịp Masaki, cậu nói rằng cậu sẽ trở thành Reiji trong trái tim cô và sẽ là người mà cô có thể chia sẻ mọi cảm xúc và suy nghĩ của mình. Cô đỏ mặt, và nhờ những lời này, cuối cùng cô cũng đã chấp nhận  rằng Reiji chỉ là một ảo ảnh. Reiji của Nanaki biến mất và Masaki trở về cùng Mitsumune. Đó cũng là dấu hiệu cho thấy họ sẽ hẹn hò sau những chuyện này.
Hayato (颯人)
Voiced by: Taku Yashiro
 Bạn thân nhất của Mitsumune, than gia chuyến đi với cái tên Speedstar. Cậu là người bình tĩnh, khó gần và thực dụng. Cậu bảo vệ Mitsumune khỏi bọn côn đồ ở trường và yêu cầu Mitsumune làm theo mọi thứ cậu nói để tránh xa mọi rắc rối, như một người bảo vệ cho Mitsumune để duy trì tình bạn. Thật ra, Hayato luôn cố gắng làm cho Mitsumune cần tới cậu do sự bất lực suốt những năm bị cha mẹ lạm dụng thể chất và tinh thần, họ đã nhốt anh trong căn gác với tấm ảnh của bà ngoại, người đã chết ở đó sau khi tính lẫn về già của bà bắt đầu phá hoại hình ảnh gia đình trong mắt người khác. Cậu ghét Masaki vì tin rằng cô đang "quyến rũ" Mitsumune xa khỏi cậu và cố gắng giết cô để loại cô ra khỏi cuộc sống của Mitsumune. Không như Mitsumune, cậu tham gia chuyến đi là để chứng minh rằng làng Nanaki chỉ là một trò lừa bịp.
Koharun (こはるん)
Voiced by: Kaoru Sakura
Hướng dẫn viên của chuyến đi. Cô đã sử dụng rất nhiều thứ để tìm ra làng Nanaki, với hy vọng có thể giúp được cha cô tìm lại Nanaki của ông ấy. Cô đã sử dụng những người tham gia chuyến đi cho nghiên cứu của mình. Cuối phim, mặc dù đã có thể trở về nhưng cô là một trong những người tiên phong ở lại để nghiên cứu thêm về làng Nanaki.
Valkana (ヴァルカナ, Varukana)
Voiced by: Tatsuhisa Suzuki
Một người đàn ông mạnh mẽ, kiên quyết và cứng đầu. Anh ta làm việc trong một công ty nổi tiếng với mức lương cao nhưng trong một lần phải chịu trách nhiệm cho thất bại của cả nhóm, anh đã nghỉ việc và tham gia chuyến đi này để được giải thoát khỏi tất cả những điều đó. Mặc dù anh đã tuyên bố là sẽ không chịu trách nhiệm cho mọi người lần nữa nhưng anh vẫn đặt mình vào vị trí lãnh đạo trong cuộc tìm kiếm bí ẩn của Nanaki.
Lion (リオン, Rion)
Voiced by: Hiromi Igarashi
Một cô gái bí ẩn, ít nói và mặc một chiếc áo khoác màu vàng. Cô có thể nhìn thấy sự khác nhau giữa một người bình thường, một người sắp chết hay một người đã chết. Cô nghi ngờ Mitsumune, cho rằng cậu là một mối nguy hiểm và không tin tưởng bất kì ai. Sự mất lòng tin ấy xuất phát từ chính mẹ cô - người đã lợi dụng sức mạnh của cô để làm giàu nhanh chóng bằng cách dự đoán những người đang hấp hối và ép họ mua bùa đắt.
Lovepon (らぶぽん, Rabupon)
Voiced by: Ai Kakuma
Một cô gái bị ám ảnh bởi việc Tử hình, tham gia chuyến đi là để bảo vệ danh tính của mình. Sự ám ảnh giết chóc của cô xuất phát từ tuổi thơ đầy đau thương của cô, với việc cô và mẹ thường xuyên bị đánh đập bởi người yêu của mẹ cô, người mẹ cô chỉ gặp để trả các khoản nợ khổng lồ mà cha Lovepon để lại.
Maimai (マイマイ)
Voiced by: Ayaka Shimizu
Một cô gái đã bị phản bội bởi người yêu và bạn bè cô, nên tham gia chuyến đi để bắt đầu một cuộc sống mới. Cọ tán tỉnh và trêu chọc Mitsumune vì anh trông rất giống bạn trai cũ của cô, nhưng đã nổi điên khi Mtssumune nói rằng cậu không hề quan tâm đến cô.
Nanko (ナンコ)
Voiced by: Konomi Tada
Một người phụ nữ tự nhận là một Thám tử tư nổi tiếng. Cô đã sử dung kĩ năng suy luận và điều tra của mình để tìm khám phá những bí ẩn và là một người cực kì khôn ngoan.
Jack (ジャック)
Voiced by: Kosuke Miyoshi
Một cậu bé bí ẩn và trầm lặng, sống trong quá khứ đầy bạo lực. tên thật của cậu là Sasaki và cậu là một người bạn cũ của Maimai. Cậu đã bị đưa vào một trại cải tạo trẻ vị thành niên sau khi đâm một người bạn cùng lớp do bị bắt nạt đến mức không chịu được nữa. Khi Hyōketsu no Judgeness liên tục phàn nàn rằng tên của cậu có những ký tự giống tên của anh ta và cáo buộc cậu bắt chước tên, cậu đã dùng một cái cuốc để tấn công. Những người khác đã bắt giữ và nhốt anh ta trong một căn ngục họ đã phát hiện ra trong làng. Sau đó, cậu đã trốn thoát và chỉ xuất hiện rất ít trong khi những người khác tìm cách trốn thoát ra khỏi ngôi làng.
Yura Mikage (美影 ユラ, Mikage Yura)
Voiced by: Yoshiaki Hasegawa
Một người đàn ông tỉ mỉ và đầy tính toán đã từng làm việc cho một công ty thương mại. Anh được coi là một "thiên tài" và đã được sắp đặt để kế thừa công ty của cha mẹ, kết hôn và có con cái. Anh tham gia chuyến đi vì đã quá mệt mỏi với sự sắp đặt đó. Trên thực tế, anh là kĩ sư của một công ty đồ chơi đã bị phá hoại sự nghiệp và danh tiếng sau khi tàu lửa đồ chơi mà anh đã đặt tất cả mọi thứ của mình vào đó đã thất bại dưới sự giám sát (dù chỉ là rất nhỏ) của anh. Anh ngày càng trở nên điên loạn, và cuối cùng đã lừa dối Lovepon để giết Masaki.
Hyōketsu no Judgeness (氷結のジャッジネス)
Voiced by: Atsushi Abe
Một người đàn ông đeo băng bịt mắt và một bộ đồ 20,000 yen, anh ta tuyên bố sẽ lập lại hòa bình thế giới và những người khác không nên gần gũi với anh ta. Tuy nhiên, anh ta chỉ khiến cho mình trở nên khó ưa hơn bản chất thật của mình.
Nyanta (ニャンタ)
Voiced by: Eri Inagawa
Một cố gái mê súng, cô nói rằng mục đích của việc tham gia chuyến đi là để bắn mọi thứ và sẽ không làm ảnh hưởng nhiều đến mọi người. Cô sử dụng ngôn ngữ mèo kêu, như "kyun" thay "kun" hay "nyan" ở mỗi cuối câu. Cô trở thành một người mê súng khi là nạn nhân của bắt nạt và đột nhiên thấy mình đứng trước một cửa hàng súng. Cô bắt đầu sử dụng súng và dùng chúng để bắn những kẻ bắt nạt với đạn Bb từ trên ban công. Khi những kẻ bắt nạt phát hiện ra họ đã tra tấn cô bằng ong bắp cày, khiến cô sợ hãi bởi những cú chích và tiếng ồn.
Manbe (まんべ)
Voiced by: Junji Majima
Vị hôn thế của Pii-tan. Họ bỏ nhà đi vì bị cha mẹ cấm cản. Manbe luôn chịu đựng những gánh nặng và luôn hy sinh vì Pii-tan. Họ hiếm khi xuất hiện mà không có nhau.
Yamauchi (山内)
Voiced by: Kazuki Narumi
Tham gia chuyến đi với cái tên Pink Goddess. Anh nói rằng anh tham gia chuyến đi này là để trở về với con người trước đây của mình, không còn lo việc chăm sóc cha mẹ mình và bắt đầu sống một cuộc sống vô tư cho chính mình.
Wanko (わんこ)
Voiced by: Kōhei Amasaki
Một cậu bé với sức khỏe yếu và không thế sống thêm bao lâu nữa, vì thế cậu muốn làm một điều gì đó thú vị trong phần đời còn lại của mình.
Yūna (ユウナ)
Voiced by: Kaede Yuasa
Một phụ nữ phải chịu việc quấy rối tình dục và bắt nạt tại nơi làm việc nên cô muốn tạo ra một thế giới nơi mà phụ nữ có thể sống một cuộc sống thật sự có ý nghĩa như một con người.
Yūne (ユウネ)
Voiced by: Konomi Tada
Một cố gái trùng tên như Yūna nên đã được thay thế bằng tên Yūne.
Yūno (ユウノ)
Voiced by: Sayaka Senbongi
Một cố gái trùng tên như Yūna. Cô không muốn cạnh tranh cái tên này, nói rằng sự cạnh tranh sẽ khiến mọi người muốn rời khỏi xã hội. Cô được đặt tên Yūno thay thế.
Pii-tan (ぴーたん)
Voiced by: Lynn
Hôn thê của Manbe. Họ chạy trốn khỏi nhà vì bị cha mẹ cấm cản. Cô và Manbe rất ít khi xuất hiện mà không có nhau. Tuy nhiên, tính cách dễ thương của cô chỉ là sự giả tạo.
Soy Latte (ソイラテ)
Voiced by: Lynn
Một nữ y tá, cô muốn có một sự khởi đầu mới ở một nơi khác và tìm ra con đường cho chình mình.
Nettaiya (熱帯夜)
Voiced by: Sakura Nakamura
Một người phụ nữ tham gia chuyến đi để tìm một người nghênh ngang cứng đầu. Giày cô mang theo chuyến đi chỉ có một đôi guốc. Cô rất thích tán tỉnh những người đàn ông trong chuyến đi., và thường hành động rất vô tư.
Naana (なあな)
Voiced by: Sayaka Nakaya
Một cô gái nói rằng cô đang khô cạn như "Tokyo desert" và đang tìm kiếm một môi trường sống tốt hơn. Cô chỉ mang theo vitamin và kẹo.
Dahara (ダーハラ)
Voiced by: Shinya Takahashi
Người đại diện cho ISG ("It's Super Genetic!") tổ chức chương trình First Life Do-Over Tour. Anh cố gắng làm động lực cho mọi người và giữ cho họ bình tĩnh khi họ chiến đấu. Tuy nhiên, vai trò người tổ chức tour làm anh ta nghi ngờ. Cuối cùng, anh tiết lộ rằng tính cách vui tươi của anh chỉ là giả tạo, và toàn bọ lý do khiến anh ta tổ chức chuyến đi với Koharun là tin rằng cô ấy sẽ sex với anh nếu anh làm.
Toshi Boy (トシボーイ)
Voiced by: Shinya Takahashi
Một cậu bé nói rằng cậu không bao giờ cảm thấy thực sự như chính mình.
Pūko (プゥ子) 
Jigoku no Gōka (地獄の業火)
Voiced by: Shun Horie
Một survivalist người chuẩn bị rất nghiêm túc cho sự sống còn. Anh mang theo rất nhiều vật dụng giúp sống sót đắt tiền và phương pháp tiếp cận mọi thứ một cách thực dụngAnh đã từng cố gắng tham gia JSDF, nhưng không thành công sau khi anh cố tiêm silicon vào da đầu của mình để đáp ứng yêu cầu chiều cao tối thiểu.
Dozaemon (ドザえもん)
Voiced by: Tarusuke Shingaki
Một chàng trai phàm ăn và tham gia chuyến đi do đã mệt mọi với cách sống hum-drum của mình. Anh dùng tên mình như một tính từ khi nói.
Toriyasu (鳥安)
Voiced by: Tarusuke Shingaki
Là thành viên của một nhóm kinh doanh yakitori với khoản nợ khổng lồ. Anh muốn sống ở một thế giới không có tiền bạc. Anh có vẻ là một người thoải mái.

### Khác
Người lái xe
Voiced by: Satoshi Mikami
Người lái xe của chuyến đi, người ban đầu không chấp nhận kế hoạch chạy trốn cuộc sống của các thành viên và rao giảng cho họ cách sống của ông cùng với cách ông thực hiện bất kể việc gì. Mặc dù ông ghét tour và đã lái xe ẩu làm mọi người suýt chết, ông đã tìm ra lý do để ở lại làng Nanaki khi thấy một cái gì đó trong rừng. Sau đó ông nói rằng đã nhìn thấy đứa con gái đã chết của mình và muốn được ở bên cô. Cuối cùng, nó đã tiết lộ rằng ông tự đổ lỗi cho cái chết của con gái mình, và sẽ phải rời khỏi làng khi ông chấp nhận rằng con gái đã biến mất.
Reiji
Voiced by: Ryōta Ōsaka
Reiji là Nanaki của Masaki. Reiji là một người do trí tưởng tượng của Masaki tại ra khi cô còn nhỏ để làm bạn với cô. Anh là một mảnh của trí tưởng tượng của Masaki.

## Truyền thông

### Anime
Bài hát mở đầu "Gensou Drive" (幻想ドライブ Gensō Doraibu)
được hát bởi Ami Wajima, còn bài hát kết thúc là "Ketsuro" (結露)
được hát bởi Rina Katahira.

### Manga
Một manga mang tên Mayoiga ~Tsumi to Batsu~ (迷家～ツミトバツ～)
minh họa bởi Subaru Fuji. Nó đã được phát hành tuần tự trên MangaOne từ 10 tháng 4 năm 2016.

### Novel
Một spin-off novel viết bởi Tsukasa Tsuchiya và minh họa bởi Kei dự kiến phát hành vào 17 tháng 8 năm 2016. Nó sẽ là câu chuyện tập trung vào nhân vật Lion.